# Hallenschwimmbad Breslau

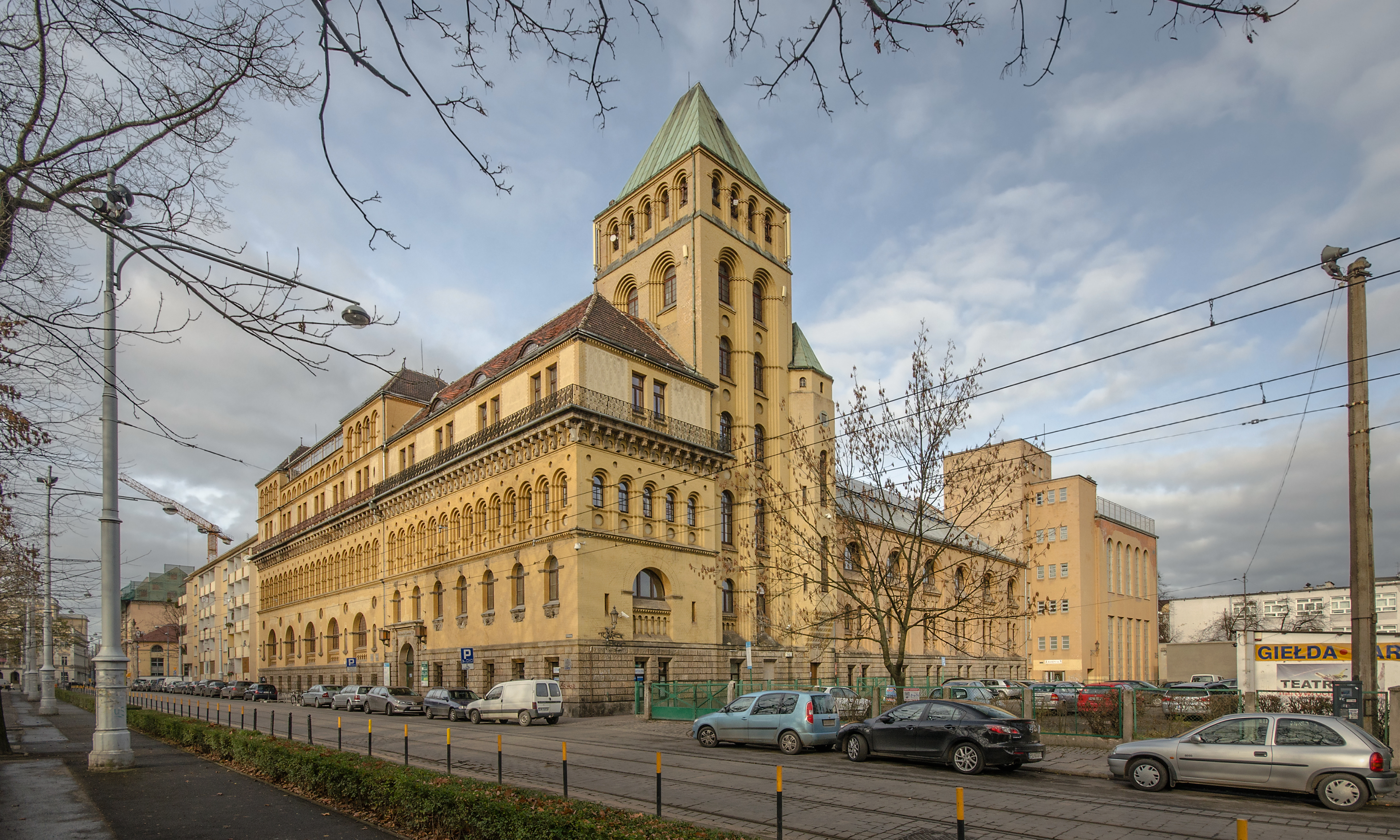
Das Hallenschwimmbad Breslau

Das Hallenschwimmbad in Breslau wurde im Zeitraum von 1895 bis 1897 nach dem Entwurf des Architekten Wilhelm Werdelmann an der Zwingerstraße 10/14 (heute ulica Teatralna 10/14) errichtet.

## Geschichte

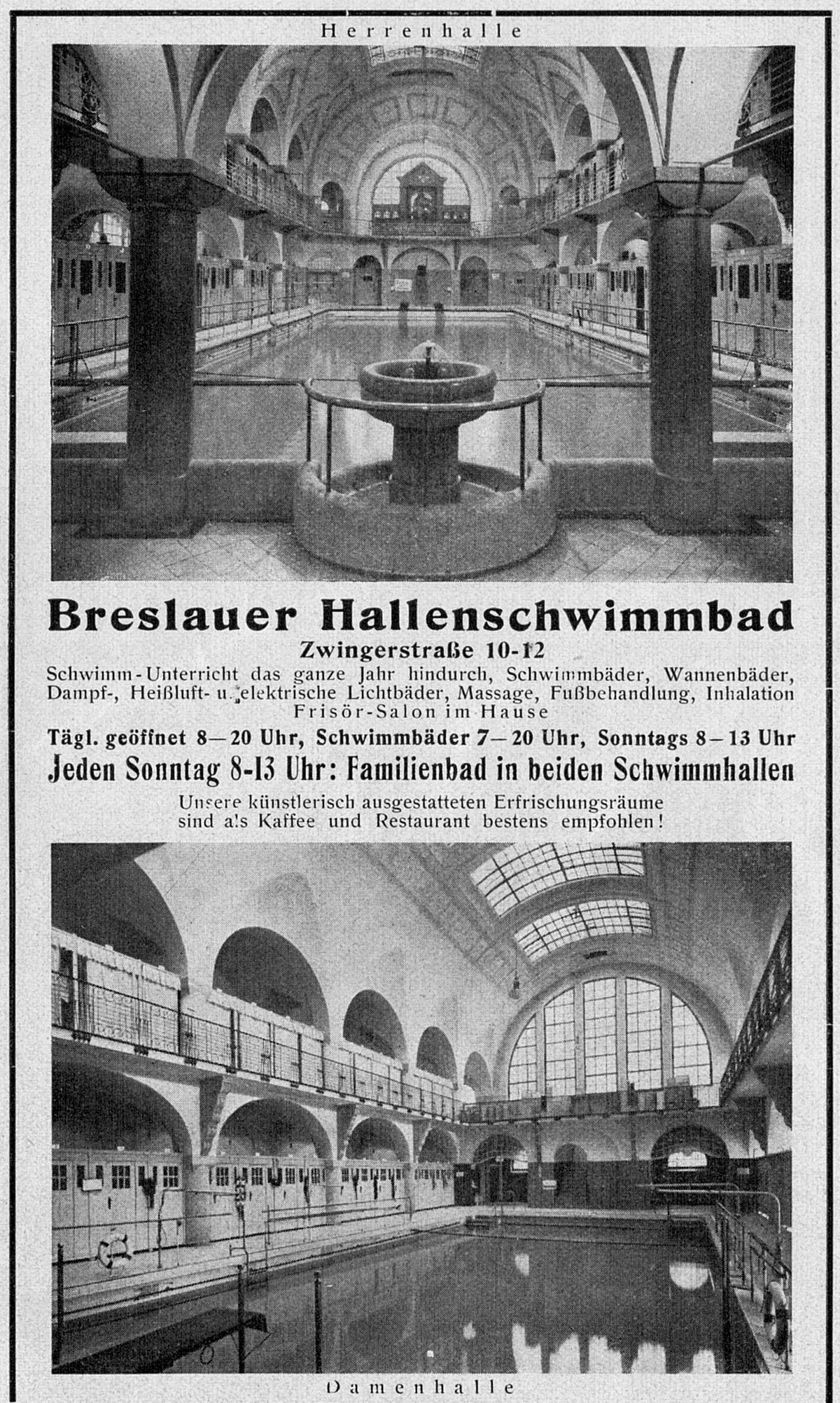
Herren- und Damenbad um 1929

Aktie über 1000 RM der Breslauer Hallenschwimmbad AG vom 22. Mai 1943

1894 gründeten der Vorsitzende des Breslauer Schwimmvereins, G. Kallenbach und der Städtische Sanitätsrat Eugen Kabierske die Breslauer Hallenschwimmbad AG. Zu den Aktionären gehörten u. a. der Breslauer Verlagsbuchhändler Heinrich von Korn, Königlicher Regierungs-Baumeister Hans Lutsch, der Chirurg Johann Freiherr von Mikulicz-Radecki und der Stadtbaurat Richard Plüddemann.
Das Grundstück für den beschlossenen Neubau lag zwischen der Zwingerstraße, der Kleinen Groschengasse und der ehemaligen Wehnergasse – wo sich vorher die Jäkels Badeanstalt befand. Im Architekturwettbewerb wurde im Mai 1895 der Entwurf Werdelmanns aus 44 eingesandten Projekten gewählt. Im September 1895 wurden die Bauarbeiten begonnen, am 14. Juni 1897 das ursprüngliche Gebäude feierlich eröffnet. Es befand sich in der südwestlichen Ecke des heutigen Komplexes und enthielt neben dem Schwimmbecken ein Dampfbad, die Heilbäderabteilung, ein Restaurant sowie Nebenräume.
Am 1. März 1907 begann die Erweiterung des Gebäudes. Am 19. Oktober 1908 wurde in Anwesenheit der Prinzessin Charlotte von Sachsen-Meiningen eine zweite Schwimmhalle für Frauen eröffnet. Damals entstand auch der Wasserturm. Am 1. April 1909 kamen das Türkische Bad, eine Filteranlage, die Wäscherei sowie der Maschinenraum hinzu. Von 1925 bis 1927 wurden zwei weitere Stockwerke errichtet, mit Wannenbädern, Solarium und Imbissraum. 1928 wurde das Schwimmbecken Nr. 1 zur Normlänge erweitert. In den Jahren 1929 bis 1930 wurden zwei weitere Schwimmbecken für Jungen und Mädchen errichtet.
Bei den Kämpfen um Breslau 1945 erlitt das Gebäude nur geringfügige Schäden, so dass schon im Sommer 1945 der Betrieb wieder aufgenommen werden konnte. Während der Renovierungsarbeiten in den Jahren 1960 bis 1962 wurden viele Jugendstil-Details der Innenräume entfernt. 1976 wurde im stillgelegten Schwimmbecken Nr. 4 eine Filteranlage installiert.
Das Hallenschwimmbad wurde am 3. Mai 1977 unter A/2499/347/Wm in das Verzeichnis der Baudenkmäler der Woiwodschaft Niederschlesien eingetragen.